# Chlorochrysa fulgentissima
La tangara gorjiazul (Chlorochrysa fulgentissima) es una especie —o la subespecie Chlorochrysa calliparaea fulgentissima, dependiendo de la clasificación considerada— de ave paseriforme de la familia Thraupidae, perteneciente al  género Chlorochrysa.  Es nativa de regiones andinas del oeste de América del Sur.

## Distribución y hábitat
Se distribuye por la pendiente oriental de la cordillera de los Andes desde el sureste de Perú (Cuzco), hasta el oeste de Bolivia (Cochabamba).
Esta especie es generalmente común en sus hábitats naturales: los bosques húmedos de montaña y sus bordes y clareras adyacentes, principalmente entre los 900 y 2000 m de altitud.

## Sistemática

### Descripción original
La especie C. fulgentissima fue descrita por primera vez por el ornitólogo estadounidense Frank Michler Chapman en 1901 bajo el mismo nombre científico; su localidad tipo es: «"Mina inca" = Santo Domingo, Marcapata, sureste de Perú».

### Etimología
El nombre genérico masculino «Chlorocrysa» se compone de las palabras griegas «khlōros»: verde, y «khrusos»: dorado; en referencia al colorido de las especies; y el nombre de la especie «fulgentissima» del latín «fulgentissimus»: muy brillante, resplandeciente.

### Taxonomía
La presente especie es tradicionalmente tratada como una subespecie de Chlorochrysa calliparaea; sin embargo, las clasificaciones Aves del Mundo (HBW) y Birdlife International (BLI) la consideran como una especie separada, con base en diferencias morfológicas (plumaje bastante diferente, con la mancha en la corona amarilla, mancha en el pescuezo rojo brillante y la garganta de color violeta profundo, así como las partes medio inferiores).